# Estado de Minas
Estado de Minas é um jornal brasileiro pertencente aos Diários Associados. Fundado em 7 de março de 1928, é um dos mais importantes jornais impressos do estado de Minas Gerais, também conhecido como "o grande jornal dos mineiros". Seu símbolo, impresso no expediente e que já foi impresso na capa, é o profeta Ezequiel, esculpido por Aleijadinho no Santuário de Bom Jesus de Matosinhos, em Congonhas.
O Estado de Minas circula diariamente com seus cadernos fixos: Política, Opinião, Nacional, Internacional, Economia, Gerais, Super Esportes e EM Cultura. Os seus suplementos são: Agronegócio, Bem viver, Ciência & Saúde, Degusta, Direito & Justiça, Divirta-se, Emprego (Admite-se), Especial, Feminino & Masculino, Hora Livre, Imóveis (LugarCerto), Negócios & Oportunidades, Pensar, Prazer EM Ajudar, Turismo, TV e Veículos (Vrum).
Ao lado de Folha de S.Paulo, Zero Hora, O Globo, Correio Braziliense e O Estado de S. Paulo, entre outros, forma o grupo dos principais jornais de referência do Brasil.

## História
O Estado de Minas começou a circular no dia 7 de março de 1928, quando os acadêmicos Pedro Aleixo, Mendes Pimentel e Juscelino Barbosa compram o acervo do Diário da Manhã. Eles se juntam a Milton Campos e Abílio Machado para criar a sociedade. Em 1929, Assis Chateaubriand incorpora o novo jornal aos Diários Associados.
Nos primeiros anos de funcionamento a redação do jornal contou com a presença de vários colaboradores que futuramente se destacariam, como os irmãos Braga: o poeta Newton Braga, de 1929 até 1932 e o cronista Rubem Braga em 1932, então com apenas 19 anos de idade.

## Prêmios

### Prêmio ExxonMobil de Jornalismo(Esso)
Prêmios Esso Regional Centro-Oeste
| Ano  | Autor | Obra                                               | Resultado |
| ---- | --- | -------------------------------------------------- | --------- |
| 1996 | Ilson Lima, Pedro Graeff e Equipe | "GUERRILHEIROS COLOMBIANOS SEQÜESTRAM BRASILEIROS" | Venceu    |
| 1998 | Ilson Lima, Maria Clara Prates e Newton Cunha | "IRREGULARIDADES NAS CASAS DE BINGO"               | Venceu    |
| 1999 | Sandra Kiefer, Francis Rose, Déa Januzzi e Evaldo Sérgio | "CRIANÇA NO LIXO, NUNCA MAIS"                      | Venceu    |
| 2001 | Marcelo de Freitas Assis Rocha, Maria Heloísa Cardoso Neves, Alessandra Mollo, Patrícia Aranha, Isabela Souto, Carlos Barroso, Hila Rodrigues, Bertha Jeha Maakaroun, Marcelo Castilho Avelar e Luiz Ribeiro | "Os Salários dos Deputados Estaduais Mineiros"     | Venceu    |
| 2005 | Lucas Figueiredo e Equipe | "Ouro de Minas, 300 Anos de História"              | Venceu    |
| 2010 | Thiago Herdy | "Nos Passos de Jean"                               | Venceu    |

Prêmios Esso de Informação Econômica
| Ano  | Autor              | Obra                                              | Resultado |
| ---- | ------------------ | ------------------------------------------------- | --------- |
| 2005 | Bernardino Furtado | "A Verdade sobre a Transposição do São Francisco" | Venceu    |

Prêmios Esso de Reportagem
| Ano  | Autor            | Obra                       | Resultado |
| ---- | ---------------- | -------------------------- | --------- |
| 2007 | Lucas Figueiredo | "O Livro Secreto Exército" | Venceu    |

Prêmios Esso Regional 2
| Ano  | Autor                                                  | Obra               | Resultado |
| ---- | ------------------------------------------------------ | ------------------ | --------- |
| 2008 | Alana Rizzo, Thiago Herdy, Maria Clara Prates e Equipe | "Sangria na Saúde" | Venceu    |

Prêmios Esso Regional Nordeste
| Ano  | Autor            | Obra                 | Resultado |
| ---- | ---------------- | -------------------- | --------- |
| 2004 | Lucas Figueiredo | "Máfia dos Vampiros" | Venceu    |

### Prêmio Vladimir Herzog
Menção Honrosa por Arte
| Ano  | Obra                               | Veículo de mídia        | Autor      | Resultado |
| ---- | ---------------------------------- | ----------------------- | ---------- | --------- |
| 2004 | Ilustrações "Mulheres sofrem mais" | Jornal Estado de Minas  | Ary Moraes | Venceu    |
| 2004 | "Muito além da tortura"            | Revista Estado de Minas | Ary Moraes | Venceu    |

Outros
- 2019: Ganhou o prêmio de jornalismo da Abraciclo (Associação Brasileira dos Fabricantes de Motocicletas, Ciclomotores, Motonetas, Bicicletas e Similares), pela série de reportagens especiais Mobilidade x Modernidade - Para Onde Vamos, na categoria Motocicletas - Impresso e Digital[14]